# Stay Away from the Windows
Stay Away from the Windows är Chickenpox' andra studioalbum, utgivet 1998 på Burning Heart Records.

## Låtlista
Alla låtar är skrivna av Chickenpox.
1. "Believer" - 3:54
2. "Rocket" - 4:11
3. "Truth of Our Time" - 2:56
4. "Down Your Road" - 3:29
5. "The Anthony Street Incident" - 2:41
6. "Strictly Commercial" - 4:24
7. "Bring It Down" - 3:17
8. "Move Your Body" - 0:38
9. "Mr. Negative" - 3:10
10. "Reach Out" - 4:13
11. "I Saw" - 3:13

## Personal
- Mattias Ahlén - sång
- Peter Dahl - mastering
- Karl-Fredrik von Hausswolff - foto
- Pontus Henriksson - trumpet
- Anna-Kajsa Holmberg - bakgrundssång
- Anders Johansson - producent, mixning
- Morgan Libert - bas, bakgrundssång
- Joakim Lilja - saxofon, bakgrundssång
- Lave Lindholm - mixning
- Magnus Medin - tekniker
- Ida Norrlöf - bakgrundssång
- Staffan Palmberg - trombon, bakgrundssång
- Peter Swedenhammar - trummor, bakgrundssång
- Per Törnquist - orgel, gitarr, bakgrundssång
- Max B Uvebrandt - gitarr, sång
- Niklas Wendt - artwork

### Fotnoter
1. 1 2  ”Stay Away from the Windows”. Discogs.com. http://www.discogs.com/Chickenpox-Stay-Away-From-The-Windows/release/1402273. Läst 14 april 2012.